# Wyższa Szkoła Hotelarstwa i Turystyki w Częstochowie
Wyższa Szkoła Hotelarstwa i Turystyki w Częstochowie – niepaństwowa uczelnia założona w 2000 roku w Częstochowie. Prowadziła studia I i II stopnia oraz studia podyplomowe. Decyzją z dnia 18 kwietnia 2017 roku Minister Nauki i Szkolnictwa Wyższego wyraził zgodę na likwidację uczelni.

## Kierunki studiów
- turystyka i rekreacja
- technologia żywności i żywienie człowieka
- pedagogika